# Кухня Скалистых гор

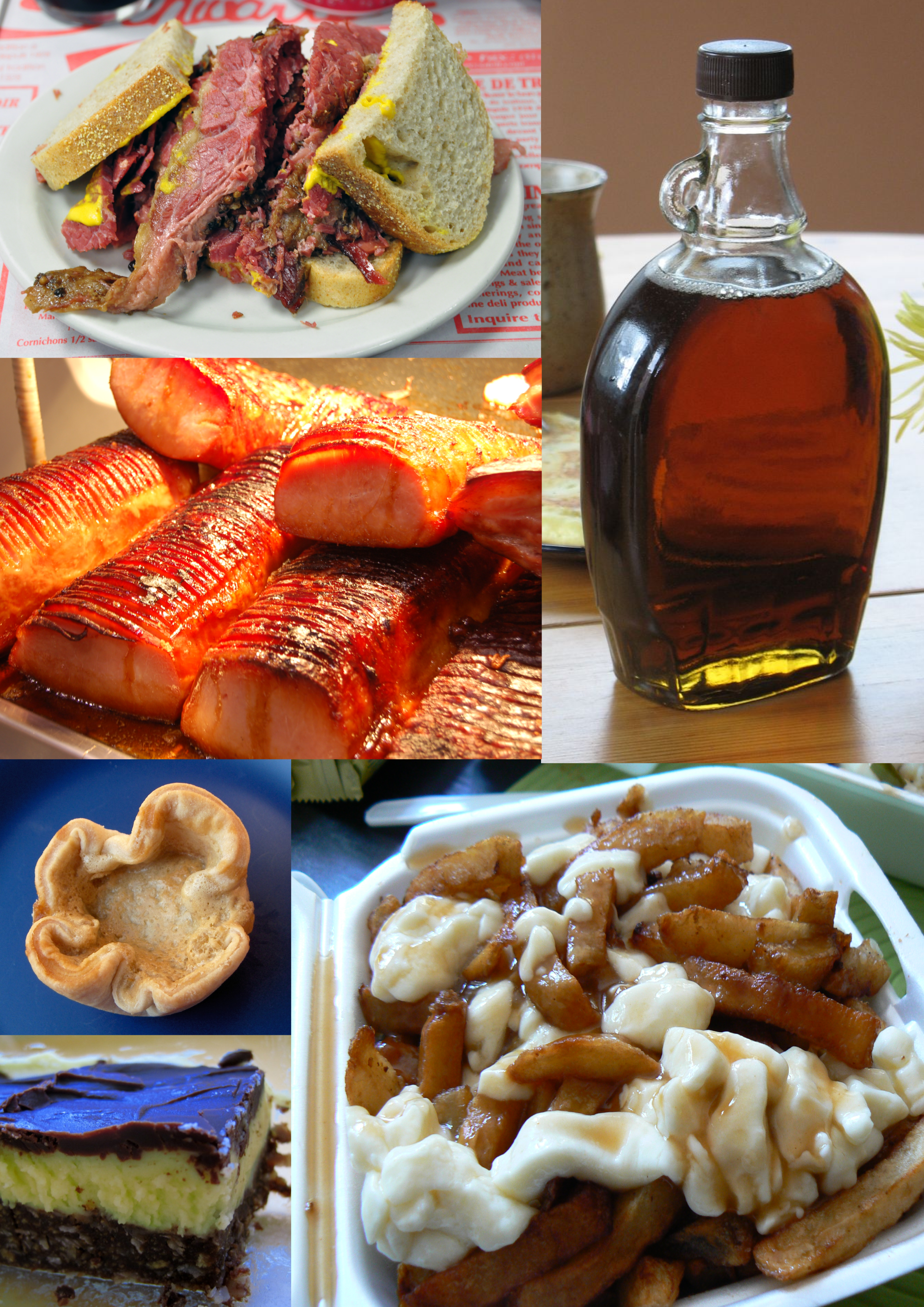
Кухня Альберты — неотъемлемая часть богатой канадской кухни

Кухня Скалистых гор (англ. Rocky Mountain Cuisine) — кухня провинции Альберта и Британская Колумбия в Канаде; штатов Айдахо, Колорадо, Вайоминг, Юта и Монтана в Соединенных Штатах Америки. Отличительные блюда, например, из мяса бизонов, «Устрицы Скалистых гор» или «степные устрицы» (из яичек быка), как их называют в Канаде.

## Описание
Корни кухни Скалистых гор уходят в историю этой местности. Железные дороги наладили инфраструктуру и привезли лучшие из викторианских кухонь, воссоздали богатое домашнее меню. Поселенцы, горные проводники из Швейцарии, Австрии и Германии, учились у местных жителей, как готовить местные блюда. Обучение искусству копчения и копчения дичи и рыбы помогало пережить долгие горные зимы.
Мясо дичи прекрасно вписывается в популярный лёгкий кулинарный стиль. Природное нежирное мясо идеально подходит для быстрого приготовления на гриле или сковороде вок, жарки, и подается с соусом, салатом и овощами. В регионе популярна традиция, известная ныне как концепция «от фермы до стола».

## Продукты и специалитеты
Говядина в Альберте является основным продуктом питания, как и во всём северном регионе, и пользуется признанием во всем мире благодаря своему качеству и нежности. Её готовят различными способами: на гриле, тушат, в барбекю, жарят на вертеле и т. д., в первую очередь подают в виде стейков. Бизон, лось, карибу, кабан, олень и фазан — другие местные животные и источники продуктов, которые также готовят разными способами. В провинции выращивают много местных зерновых, которые используются в различных продуктах питания и напитках. Альберта также является пятым по величине регионом по производству мёда в мире, производя 18 миллионов фунтов мёда ежегодно. Осенью холодные ночи также вызывают созревание корнеплодов, что делает их более сладкими на вкус.
Альберта также известна своей растущей индустрией крафтового пива и алкоголя с микропивоварнями, расположенными как в городских, так и в сельских районах провинции. По всей провинции можно найти множество микропивоварен, винокурен, медовых и фруктовых виноделен. Город Калгари также является родиной Цезаря, коктейля, состоящего из водки, смешанной с томатным соком, настоянным на моллюсках, лаймом, острым соусом и соусом Вустершир, с восхитительной солью из сельдерея. Майкл Челл создал коктейль в честь открытия в 1969 году нового ресторана Marco’s Italian в отеле Calgary Inn. Вдохновленный своим любимым итальянским блюдом, спагетти вонголе, Челл решил создать коктейль, в котором бы передались ароматы моллюсков и томатов в пасте. Напиток популярен в Канаде, но его можно сравнить с более широко известным коктейлем «Кровавая Мэри».
Местное мясо и продукты можно найти на многочисленных фермерских рынках, расположенных в крупных городах, причем некоторые из них открыты круглый год. По всей провинции проводятся фестивали, посвящённые местной еде и напиткам, наиболее заметными из которых являются фестивали Taste of Edmonton, Taste of Calgary festivals, Международный пивной фестиваль в Калгари, а также родео и фестиваль Калгарийский Стампид.